# تپه سوزن
تپه سوزن مربوط به دوران‌های تاریخی پس از اسلام است و در شهرستان رزن، روستای سوزن واقع شده و این اثر در تاریخ ۱۸ خرداد ۱۳۸۴ با شمارهٔ ثبت ۱۱۸۸۴ به‌عنوان یکی از آثار ملی ایران به ثبت رسیده است.